# Planet Rock (stazione radio)
Planet Rock è un'emittente radiofonica privata britannica, creata nel 1999.